# Park Henryka Wieniawskiego w Poznaniu
Park Henryka Wieniawskiego (w okresie międzywojennym, potocznie: Teatralka) – zabytkowy park miejski, zlokalizowany w centrum Poznania, na terenie północnej części Dzielnicy Cesarskiej, w bezpośrednim sąsiedztwie Teatru Wielkiego. 

## Historia
Park, założony w latach 1907-1910, znajduje się pomiędzy torowiskami kolejowymi a ulicami Fredry, Wieniawskiego i Noskowskiego. Południowy jego obszar stanowi górka saneczkowa, której szczytowa część jest wyposażona w stare elementy małej architektury. Obok stoi niewielki pawilon restauracyjny, zwyczajowo nazywany Stajenką Pegaza (od bliskiego sąsiedztwa Teatru). Duża część starego drzewostanu została zniszczona w 1945, w czasie walk o Poznań.
Na terenie parku rośnie około 260 drzew z 34 gatunków. Najstarsze z nich pochodzą z okresu tworzenia parku. Najcenniejsze są dwa egzemplarze – oliwnik wąskolistny i wiązowiec zachodni.
Przez ulicę Fredry park sąsiaduje z dawnym Bankiem Listów Zastawnych oraz willą Adolfa Landsberga, a od południa z Ośrodkiem PAN, pomnikiem Polskiego Państwa Podziemnego i dawnym pensjonatem Apolinarego Jana Michalika. W zachodniej części parku stoi nieczynna, stara nastawnia kolejowa i jej nowy odpowiednik.